# Lake Monticello
Lake Monticello – jednostka osadnicza w Stanach Zjednoczonych, w stanie Wirginia, w hrabstwie Fluvanna.